# Partenza dei romani dalla Britannia
La partenza dei Romani dalla Britannia (Inghilterra, Galles e Scozia meridionale) fu completata nel 410.
L'archeologia parla di una notevole decadenza già negli ultimi decenni del IV secolo. Il dominio romano sulla Britannia si può considerare concluso dal 407, anno in cui Costantino III fu acclamato imperatore dalle legioni stanziate in Britannia, attraversando poi la Manica con l'esercito. In questo modo, l'isola restò completamente indifesa. Nel 410 l'imperatore d'Occidente Onorio scrisse agli abitanti della Britannia che da quel momento avrebbero dovuto badare da soli a loro stessi e alla propria difesa.

## Contesto storico

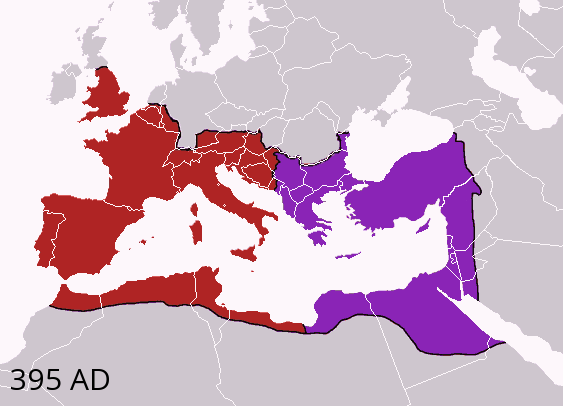
L'Impero romano d'Oriente e l'Impero romano d'Occidente nel 395.

Alla fine del IV-inizio del V secolo, l'Impero romano non riusciva più a difendersi efficacemente dalle rivolte interne e dalle minacce esterne poste dalle tribù di Germani ai confini dell'Impero. Questa situazione e le sue conseguenze determinarono la separazione della Britannia dal resto dell'Impero.
Alla fine del IV secolo, l'Impero era controllato dai membri della dinastia teodosiana fondata dall'Imperatore romano Teodosio I. Tale famiglia conservò il controllo dell'Impero fino al 455, formando alleanze matrimoniali con altre dinastie e allo stesso tempo difendendosi contro gli usurpatori che tentavano di detronizzarla. Queste lotte intestine esaurirono le risorse militari e civili dell'Impero.
I rapporti dell'Impero con i Germani erano talvolta ostili, altre volte cooperativi, ma alla fine si rivelarono fatali, in quanto l'Impero fu incapace di impedire a queste tribù di assumere un ruolo dominante nei rapporti. A partire dal tardo IV secolo, le forze militari dell'Impero romano d'Occidente furono dominate da truppe germaniche, e Germani romanizzati giocarono un ruolo significativo nella politica interna romana. Le tribù germaniche ad est dell'Impero furono in grado di approfittare dell'indebolimento dell'Impero, sia per espandersi a danno del territorio romano sia per migrare in terre una volta considerate esclusivamente romane.

## Cronologia

### 383–388
Nel 383, il generale romano all'epoca assegnato alla Britannia, Magno Massimo, si rivoltò usurpando la porpora, e invadendo la Gallia con le sue truppe. Uccise l'Imperatore d'Occidente Graziano e governò la Gallia e la Britannia come Augusto. Il 383 è l'ultima data in cui è attestata la presenza romana al nord e all'ovest della Britannia, forse ad eccezione di assegnamenti di truppe alla torre sulla Holyhead Mountain in Anglesey e in postazioni costiere occidentali come Lancaster. Questi avamposti potrebbero aver resistito fino all'ultimo decennio del IV secolo, ma si trattava di una presenza molto minore.
Monete più tarde del 383 sono state rinvenute durante scavi lungo il Vallo di Adriano, suggerendo che le truppe non furono tolte dal presidio di tale vallo, come una volta si riteneva o, se lo furono, ritornarono presto a presidiarlo dopo che Massimo ottenne il controllo sulla Gallia. Nel De Excidio et Conquestu Britanniae, scritto nel 540 ca., Gildas attribuisce la responsabilità di un esodo di truppe e di ufficiali civili dalla Britannia a Massimo, affermando che abbandonò l'isola non solo con tutte le sue truppe, ma anche con tutte le sue bande armate, i governatori, e con il fiore della giovinezza, per non fare mai più ritorno.
Le incursioni di Sassoni, Pitti, e Scoti d'Irlanda erano già in corso fin dal tardo IV secolo, ma aumentarono di intensità intorno al 383. Si verificarono inoltre insediamenti permanenti su larga scala di Scoti d'Irlanda lungo le coste del Galles in circostanze non chiare. Massimo condusse delle campagne in Britannia contro Pitti e Scoti, con storici in disaccordo se ciò avvenne nel 382 o nel 384 (ovvero, se le campagne avvennero prima o dopo l'usurpazione del 383).
Nel 388, Massimo condusse il suo esercito in Italia attraversando le Alpi, nel tentativo di espandere la sua zona di influenza all'interno dell'Impero romano. Il tentativo, tuttavia, fallì quando fu sconfitto in Pannonia nella Battaglia della Sava (nella moderna Croazia) e nella Battaglia di Poetovio ( Ptuj nella moderna Slovenia). Fu quindi giustiziato per ordine di Teodosio.

### 389–406

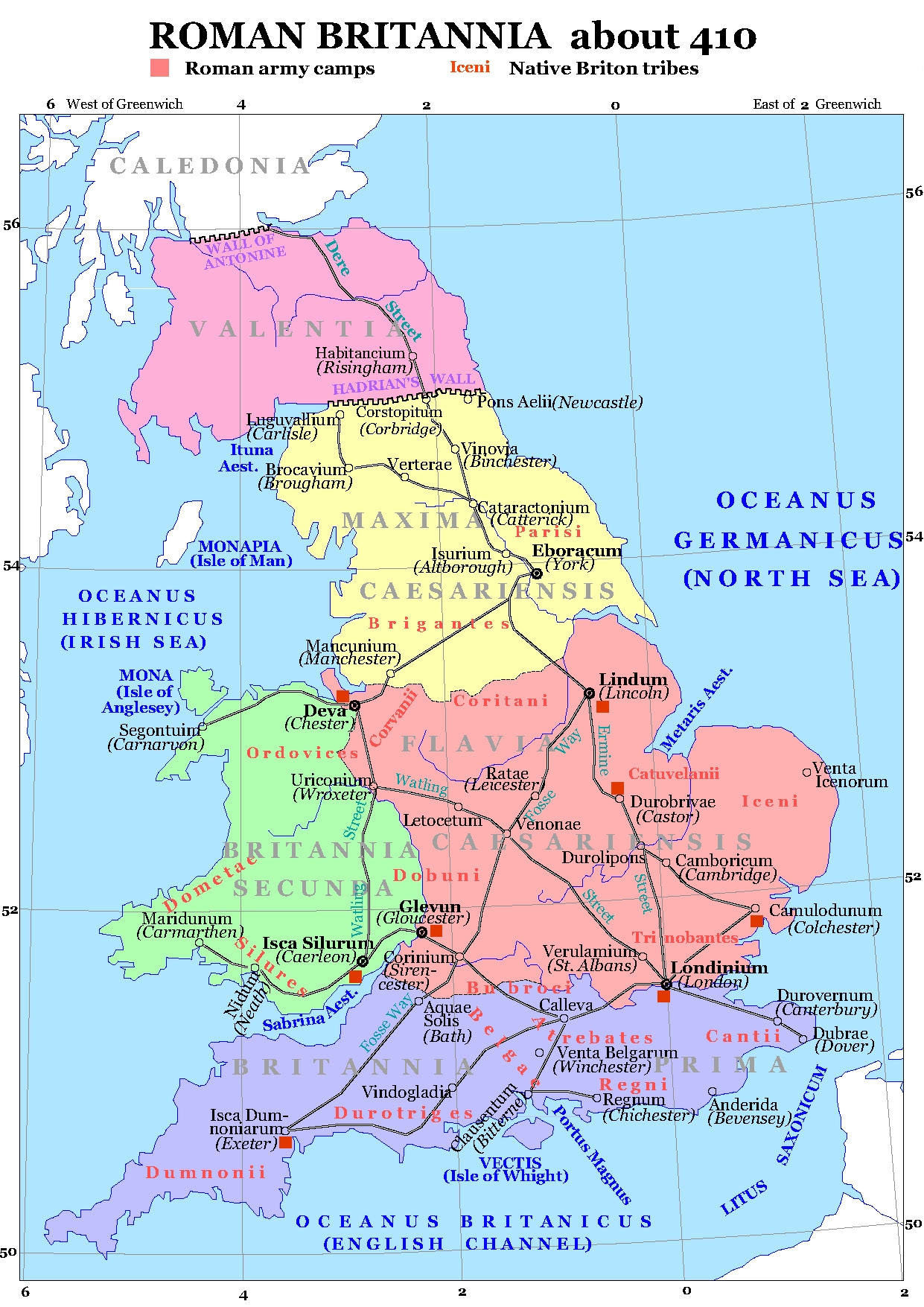
Una mappa della Britannia nel 410 ca. mostrando fortezze e strade romane, oltre alle diverse native tribù britanniche.

Giustiziato Massimo, la Britannia tornò sotto il controllo dell'Imperatore d'Occidente Valentiniano II fino al 392, quando Eugenio usurpò la porpora in Occidente, riuscendo ad uccidere Valentiniano e sopravvivendo fino al 394 quando fu sconfitto e ucciso da Teodosio che così riunificò Occidente ed Oriente per l'ultima volta. Spentosi Teodosio nel 395, gli succedette in Occidente il figlio undicenne Onorio. Il potere effettivo dietro il trono, tuttavia, era detenuto dal generale Stilicone, il genero del fratello di Teodosio e il suocero di Onorio.
La Britannia, nel frattempo, stava soffrendo le incursioni di Scoti, Sassoni e Pitti e, tra il 396 e il 398, Stilicone ordinò una campagna contro i Pitti, probabilmente una campagna navale volta a porre fine alle loro incursioni portate dal mare alla costa orientale della Britannia. Potrebbe anche aver ordinato la conduzione di campagne contro Scoti e Sassoni nello stesso periodo, ma in ogni modo questa potrebbe essere stata l'ultima campagna condotta dai Romani in Britannia di cui resta traccia.
Nel 401 o nel 402 Stilicone affrontò la guerra contro il re visigoto Alarico e, nel 405/406, l'invasione dei Goti di Radagaiso. Necessitando di ulteriori truppe per respingere gli invasori della penisola italiana, sguarnì di truppe il Vallo di Adriano per l'ultima volta. Il 402 è la datazione più tarda di ogni moneta romana trovata in grandi quantità in Britannia, suggerendo che o Stilicone ritirò le rimanenti truppe dalla Britannia, o che l'Impero non poteva più pagare le truppe ancora lì presenti. Nel frattempo Pitti, Sassoni e Scoti continuarono le loro incursioni, aumentate di intensità. Nel 405, per esempio, si narra che Niall dei nove ostaggi avesse saccheggiato la costa meridionale della Britannia.

### 407–410
Nell'ultimo giorno del dicembre 406 Alani, Vandali, e Suebi attraversarono il Reno  devastando tutta la Gallia senza trovare opposizione.
Poiché gli invasori non trovarono opposizione, le truppe romane che erano rimaste in Britannia temettero che gli invasori della Gallia potessero attraversare la Manica per invadere anche la Bretagna, e si rivoltarono contro l'autorità imperiale – un'azione forse agevolata da ritardi nella paga che creò malcontenti nell’esercito romano in Britannia. Il loro intento era scegliere un comandante che avrebbe respinto le minacce ma le loro prime due scelte, gli usurpatori Marco e Graziano, non soddisfecero le loro aspettative e furono uccisi; la loro terza scelta fu il soldato Costantino III.

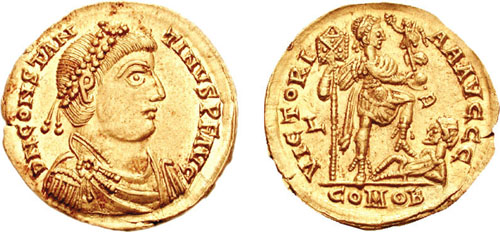
Moneta di Costantino III.

Nel 407 l'usurpatore Costantino III raccolse le rimanenti truppe in Britannia, le condusse attraversando la Manica in Gallia, ottenne sostegni qui, e sottrasse al controllo di Onorio Gallia e Britannia. L'Impero romano in Italia era preoccupato a respingere l'invasione dei Visigoti ed era incapace di intervenire in Gallia, dando a Costantino l'opportunità di espandere la sua sfera di influenza sottraendo al controllo di Onorio anche la Spagna.
Nel 409 il controllo dei suoi domini da parte di Costantino III cominciò a vacillare. Parte delle sue forze militari si trovavano in Spagna, e non potevano quindi intervenire in Gallia, mentre alcune di quelle in Gallia furono volte contro di lui da generali lealisti romani. I Germani che risiedevano a ovest del Reno insorsero contro di lui, forse incoraggiati da lealisti romani, mentre quelli che risiedevano a est del fiume, invasero la Gallia. La Britannia, rimasta senza truppe e colpita da devastanti incursioni sassoni nel 408 e nel 409, osservava la situazione in Gallia con rinnovato allarme. Forse, percependo che Costantino non avrebbe inviato loro rinforzi per respingere le incursioni, sia i Romano-Britanni che gli abitanti della Gallia nord-occidentale espulsero i magistrati di Costantino nel 409 o nel 410. Lo storico bizantino Zosimo (floruit 490–510) ascrisse esplicitamente a Costantino ogni responsabilità per l'espulsione, sostenendo che, non ricevendo aiuti da Costantino III per respingere le incursioni dei Sassoni, i Britanni e gli abitanti della Gallia nord-occidentale furono ridotti a tale stato miserevole da costringerli a rivoltarsi all'Impero romano, rigettare il diritto romano, ritornare ai loro costumi nativi, e armarsi da sé per respingere da soli le incursioni.
Poco tempo dopo Onorio inviò lettere alle città della Britannia autorizzandoli a provvedere per sé stesse. La lettera è comunemente nota come Rescritto di Onorio, una caratterizzazione che presume che le lettere furono inviate come risposta (quindi, un rescritto) a una corrispondenza. Il protocollo stabiliva che Onorio dovesse indirizzare le lettere agli ufficiali imperiali, e il fatto che non lo abbia fatto implica che le città della Britannia fossero ora l'autorità romana più alta rimanente sull'isola.
Il fatto che Gildas, indipendentemente da Zosimo, preservasse il messaggio (se non le parole esatte) del Rescritto, conferisce credibilità al resoconto di Zosimo. Inoltre, Onorio aveva incoraggiato altri provinciali a provvedere da sé alla propria difesa in situazioni simili, ulteriormente corroborando la tesi che avesse incoraggiato i romano-britanni a fare lo stesso.
All'epoca in cui fu redatto il Rescritto, Onorio era rinserrato nella sua nuova capitale, Ravenna, essendo incapace di impedire ai Visigoti di attuare il Sacco di Roma (410). Non era certamente in grado di offrire assistenza ai romano-britanni. Quanto a Costantino III, nel 411 fu ucciso dal generale di Onorio Flavio Costanzo.

## Variazioni interpretative
Lo storico Theodor Mommsen (Britain, 1885) scrisse che «Non fu la Britannia ad abbandonare Roma, ma Roma che abbandonò la Britannia [...]», sostenendo che le priorità di Roma ora erano altrove. La sua posizione ricevette il sostegno di diversi storici nel corso del tempo.
Michael Jones (The End of Roman Britain, 1998) assunse la posizione opposta, sostenendo che fosse stata la Britannia ad abbandonare Roma, affermando che le numerose usurpazioni in Britannia combinate con la cattiva amministrazione spinsero i romano-britanni a rivoltarsi.

## Controversie
Per quanto riguarda gli eventi del 409 e 410, quando i romano-britanni espulsero i magistrati romani e inviarono una richiesta di aiuto a Onorio, Michael Jones (The End of Roman Britain, 1998) propose di invertire la cronologia dei fatti, suggerendo che prima i Britanni si appellarono a Roma per aiuto e solo successivamente, quando compresero che non sarebbe arrivato, espulsero gli ufficiali romani e cominciarono a governarsi da sé.
Secondo diversi studiosi moderni, il Rescritto di Onorio non sarebbe stato indirizzato alle città della Britannia, bensì alle città del Bruzio (la "punta" dell'Italia, moderna Calabria). Secondo i suddetti storici, la fonte (Zosimo) o un copista commise un errore, scrivendo Brettania quando intendeva scrivere Brettia, facendo notare che il brano che contiene il Rescritto parla invece degli avvenimenti dell'Italia settentrionale.
Le critiche alla teoria secondo cui il Rescritto era rivolto agli abitanti del Bruzio invece che a quelli della Britannia variano da chi ignora la proposta, a chi semplicemente fa notare che è una congettura non verificabile, a chi invece argomenta in modo dettagliato contro la teoria (per esempio: «Perché Onorio avrebbe scritto alle città del Bruzio invece che al governatore provinciale?» e «Perché un affare riguardante la distante Italia meridionale appartiene a un brano sull'Italia settentrionale più di un affare riguardante la distante Britannia?"). La teoria contraddice, secondo alcuni studiosi, il resoconto di Gildas, che fornisce un sostegno indipendente alla tesi secondo cui il rescritto era indirizzato alla Britannia ripetendo l'essenza del resoconto di Zosimo e applicandolo esplicitamente alla Britannia.
E. A. Thompson ("Britain, A.D. 406–410", in Britannia, 8 (1977), pp. 303–318), per spiegare l'espulsione dei magistrati e l'appello di aiuto a Roma, ha proposto che in Britannia sarebbe scoppiata una rivolta ad opera di contadini dissidenti simili ai Bagaudi di Gallia, che sarebbero i responsabili dell'espulsione degli ufficiali romani, costringendo la classe di proprietari terrieri a rivolgersi a Roma per aiuto. Le fonti, tuttavia, non provano in modo certo la tesi di Thompson: tra i libri che menzionano tale tesi vi è Celtic Culture (2005) di Koch, che cita la traduzione di Thompson di Zosimo e afferma «la rivolta in Britannia potrebbe aver coinvolto bagaudi o ribelli contadini come accaduto in Armorica, ma questo non è certo."